# Salzachgletscher
Der Salzachgletscher war der eiszeitliche Gletscher der Alpenflüsse Salzach und Saalach.
Er durchfloss das ganze heutige Salzachtal und Saalachtal und bildete ausgedehnte Vorlandgletscherzungen. Während des Würm-Hochglazials erstreckte er sich über eine Fläche von 6000 km². Er reichte im Westen bis zum Gerlospass, im Süden zum Alpenhauptkamm und im Osten zur Wagrainer Höhe. Die maximale Gesamtlänge des Gletschers von den Abhängen der Hohen Tauern bis zu den äußersten Endmoränen bei Nunreuth betrug etwa 130 km. Die Länge der schneefreien Gletscherzungen, am Saalachgletscher ab Jettenberg bzw. Reichenhall und am Salzach ab Golling bzw. Hallein, betrugen ungefähr 60 km. Der Flächeninhalt des Moränengebietes betrug ca. 1700 km², des Jungmoränengebietes 1100 km².
Im Salzburger Becken, im Bereich des heutigen Salzburg, vereinigten sich die Ströme aus dem Salzach- und Saalachtal und bildeten einen gemeinsamen Vorlandgletscher.

## Hauptstrom (Salzachtalgletscher)
Die maximale Eisstromhöhe des Gletschers betrug im oberen Salzachtal 2200 m, bei Bischofshofen und Saalfelden war die Höhe bei ca. 2000 m, nördlich der Engpässe von Pass Lueg betrug die Mächtigkeit 1300 bis 1400 m, im Salzburger Becken ca. 1000 m M.H.

## Vorlandeisfächer
Im Norden fächerte er in mehrere Zweigbecken auf.
Es entstanden drei Gürtel von Moränen und Schotterablagerungen, an denen man die Ausdehnung des Gletschers sehen kann:
- Der innerste ist das Moränengebiet der jüngsten Eiszeit, der Würmeiszeit. Es bildet einen Halbkreis mit Salzburg als Mittelpunkt und einem Radius von ca. 40 km.
- Das ältere Moränen- und Schottergebiet der Rißeiszeit hat eine Breite von 4–6 km.
- Der äußerste Gürtel wird durch Nagelfluh-Inseln gebildet, deren Deckenschotter vielfach aus der Mindeleiszeit stammt.[3]

Es entstanden mehrere Zweigbecken. Von West nach Ost sind das: Das Teisendorfer Becken, das Becken des Waginger-Tachinger Sees mit der Surtalsenke, das Tittmoninger Becken, die Furche des Ibmer- und Bürmooses, das Oichtental-Becken, das Becken der Trumer Seen und das Becken des Seekirchner- und Wallersees.